# Adelmannsfelden
Adelmannsfelden ist eine Gemeinde im Ostalbkreis in Baden-Württemberg (Deutschland). Die Gemeinde ist Mitglied der Vereinbarten Verwaltungsgemeinschaft der Stadt Ellwangen (Jagst).

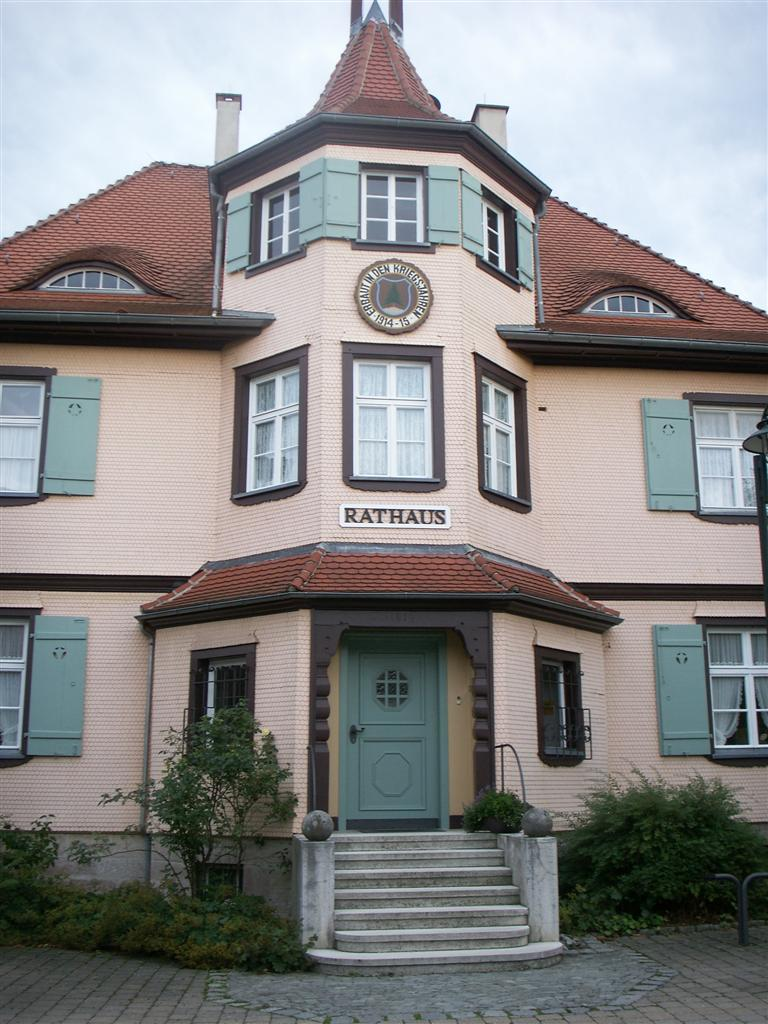
Rathaus

## Geographie

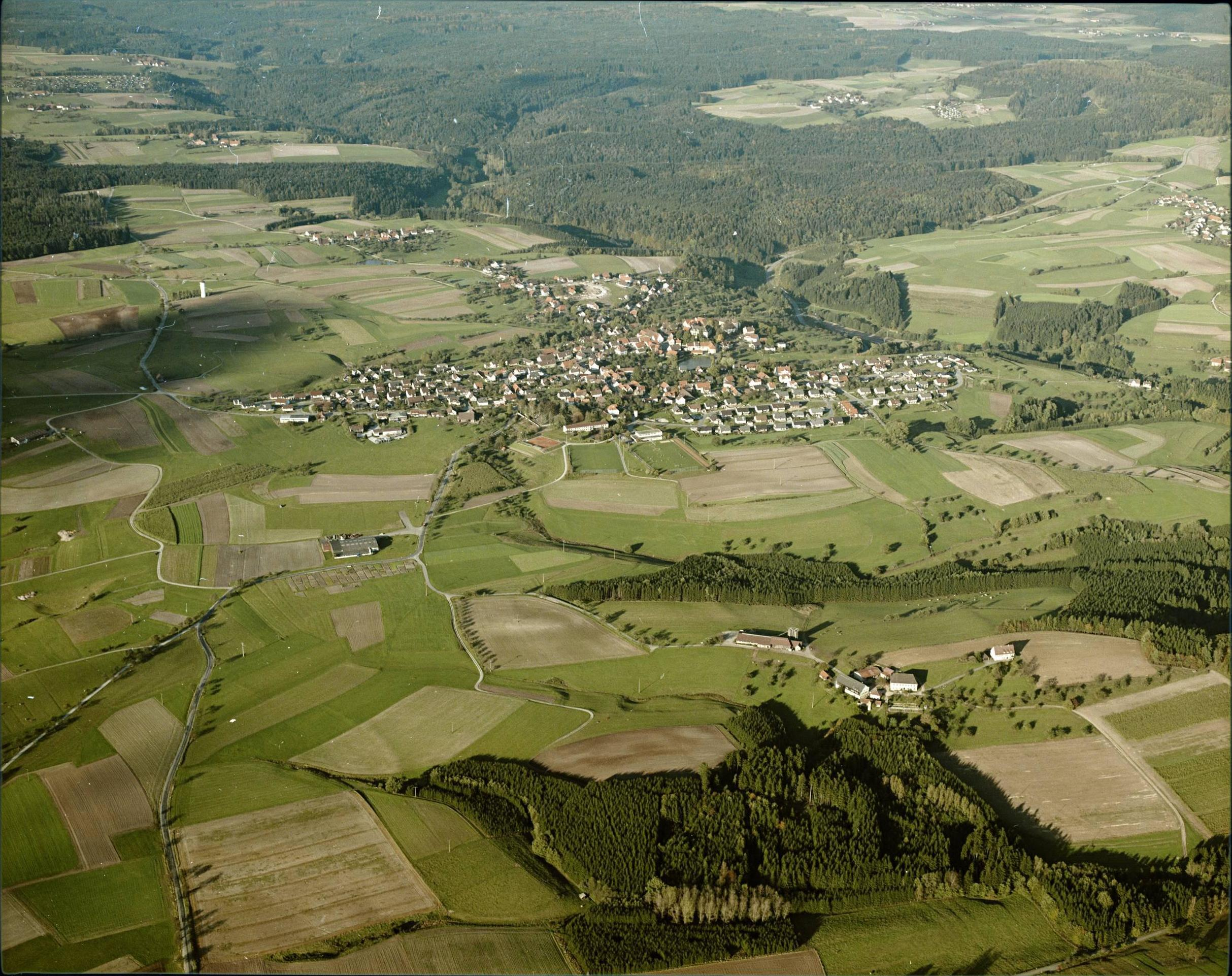
Adelmannsfelden, Luftbild von Südsüdwest, 1984

Adelmannsfelden liegt in der Landschaft Ellwanger Berge im Naturraum Schwäbisch-Fränkische Waldberge.

### Gemeindegliederung
Zur Gemeinde Adelmannsfelden gehören 18 Dörfer, Weiler, Höfe und Häuser: Neben den Dörfern Adelmannsfelden, Bühler, Haid und Stöcken sind dies die Weiler Mittelwald, Ottenhof und Vorderwald, die Höfe Dollishäusle, Eichhorn, Kuderberg, Mäder, Metzelgehren, Ölmühle, Papiermühle, Patrizenhaus und Wendenhof sowie die Häuser Sägmühle und Schleifhäusle. Weiterhin lagen die abgegangenen Höfe Altenwinden, Kunhof, Härzern, Limperg, Scheytenmühle, Breitengehren, Finkenhaus, Vorhardsweiler, Herzert, Herrenmühle und Rot diu Mul auf der heutigen Markung von Adelmannsfelden.

### Flächenaufteilung
Nach Daten des Statistischen Landesamtes, Stand 2021.

### Nachbargemeinden
Die Gemeinde grenzt im Nordosten an Rosenberg, im Osten an Neuler, im Süden an Abtsgmünd (alle Ostalbkreis), im Westen an Sulzbach-Laufen und im Norden an Bühlerzell (beide Landkreis Schwäbisch Hall).

## Geschichte
Erstmals urkundlich erwähnt wurde der Ort um 1118 in den Ellwanger Annalen. In dieser Zeit wurde auch die Burg errichtet, an deren Stelle das Schloss Adelmannsfelden steht, welches bis heute von Nachkommen der Familie Adelmann von Adelmannsfelden bewohnt wird. Geistliche und weltliche Herrschaften wechselten mehrmals, bis das Dorf 1806 zum Königreich Württemberg kam. Dort gehörte es zum Oberamt Aalen, aus dem 1938 durch die Kreisreform während der NS-Zeit in Württemberg der Landkreis Aalen hervorging. Von 1945 bis 1952 gehörte die Gemeinde zum Nachkriegsland Württemberg-Baden, das 1945 in der Amerikanischen Besatzungszone gegründet worden war. Im Jahre 1952 gelangte Adelmannsfelden zum neuen Bundesland Baden-Württemberg.  Mit der Auflösung des Landkreises Aalen kam Adelmannsfelden im Zuge der Kreisreform von 1973 zum neu gebildeten Ostalbkreis.
Im Rahmen des 900-jährigen Gemeindejubiläums fand vom 24. bis 26. August 2018 die Faustball-Europameisterschaft der Männer mit zehn teilnehmenden Nationen und über 7000 Zuschauern auf dem Sportgelände in Adelmannsfelden statt. Ausrichter war der örtliche Turn- und Sportverein Adelmannsfelden.

## Religionen

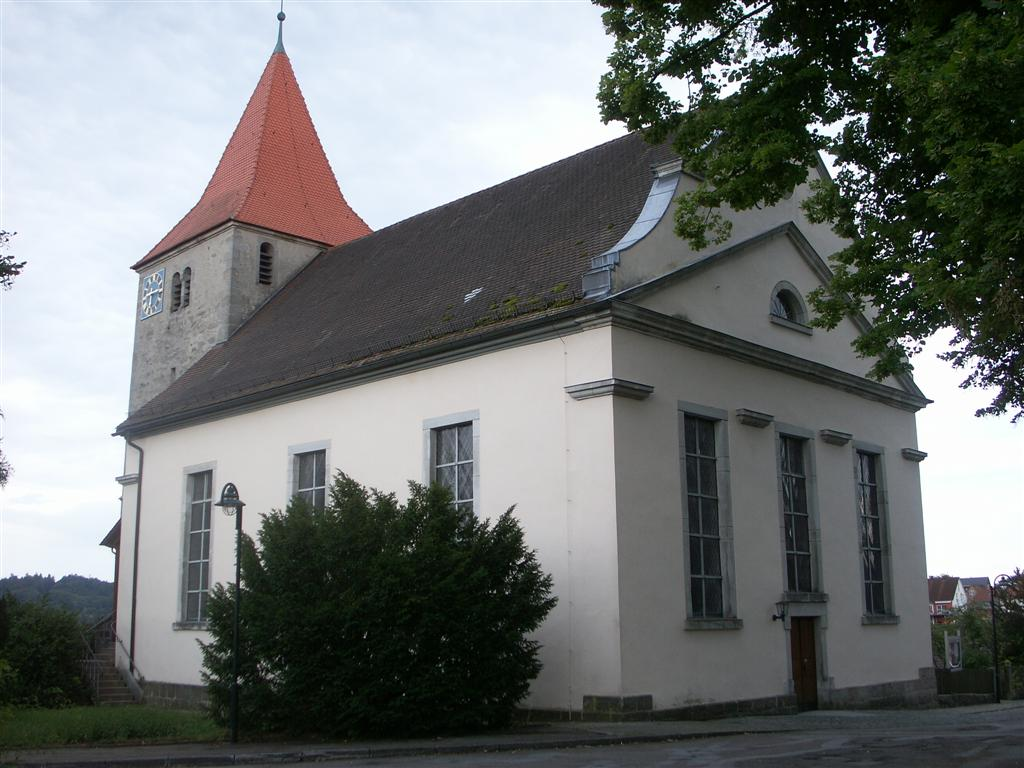
Evangelische Kirche Adelmannsfelden

In Adelmannsfelden wurde die Reformation 1561 eingeführt. Seitdem ist der Ort überwiegend evangelisch geprägt. Die evangelische Kirchengemeinde Adelmannsfelden gehört zum Kirchenbezirk Aalen. Die katholischen Einwohner – nach dem Zweiten Weltkrieg kamen viele katholische Flüchtlinge und Vertriebene nach Adelmannsfelden – haben eine Kirche in Ottenhof sowie Kapellen in Bühler und Stöcken und werden von Abtsgmünd aus geistlich betreut.

## Politik

### Gemeinderat
Dem Gemeinderat von Adelmannsfelden gehören elf Mitglieder für eine Amtszeit von fünf Jahren an, acht Männer und drei Frauen. Er wurde zuletzt bei der Kommunalwahl am 9. Juni 2024 gewählt. Die Wahlbeteiligung lag mit 74,2 % um 4,2 Prozentpunkte höher als bei der vorletzten Gemeinderatswahl 2019.

### Bürgermeister
Bürgermeister von Adelmannsfelden ist seit dem 1. August 2023 Manuel Hoke (CDU). Er wurde am 7. Mai 2023 mit 68,3 Prozent der Stimmen gewählt. Er folgte Edwin Hahn (CDU) nach, der von 1995 bis 2023 amtierte.

### Wappen und Flagge
| Wappen von Adelmannsfelden | Blasonierung: „In Silber auf grünem Dreiberg eine natürliche Tanne.“ |
| Wappen von Adelmannsfelden | Wappenbegründung: Durch das Wappen wird auf die Lage der Gemeinde „in den Wäld“, der waldreichen Umgebung, hingewiesen. Das Wappenbild erschien bereits vor dem Ersten Weltkrieg im damaligen Schultheißensiegel von Adelmannsfelden. |

Die am 2. Juli 1980 vom Landratsamt verliehene Gemeindeflagge ist Grün-Weiß.
|  | 00Banner: „Das Banner ist grün-weiß gespalten mit dem aufgelegten Wappen oberhalb der Mitte.“ |

### Partnerschaften
Adelmannsfelden verbindet seit 2007 eine offizielle Partnerschaft mit der italienischen Gemeinde Bagnara di Romagna, Region Emilia-Romagna, Provinz Ravenna.

## Wirtschaft und Infrastruktur

### Verkehr
Sieben Kilometer südlich von Adelmannsfelden verläuft die Bundesstraße 19; die nächste Autobahnanschlussstelle, Ellwangen an der Bundesautobahn 7, liegt 17 Kilometer östlich. Beide Straßen verlaufen von Würzburg nach Ulm. Etwa 20 km nördlich von Adelmannsfelden verläuft die Bundesautobahn 6 Nürnberg–Heilbronn.
Elf Kilometer östlich von Adelmannsfelden liegt der nächste Bahnhof, Ellwangen an der Bahnstrecke Goldshöfe–Crailsheim, welcher Station an der Intercity-Verbindung Karlsruhe–Nürnberg ist. Dorthin verkehrt wochentags die Buslinie 7869, in die Kreisstadt Aalen die Buslinie 7698.

### Bildungseinrichtungen
Adelmannsfelden verfügt über eine eigene Grundschule. Außerdem gibt es einen evangelischen Kindergarten.

## Kultur und Sehenswürdigkeiten
Im April 2025 wurde der Streuobstpark Adelmannsfelden eröffnet. Der privat betriebene Park widmet sich dem Erhalt der heimischen Kulturlandschaft und beherbergt neben seltenen, alten Obstsorten auch verschiedene Tiere (unter anderem Dahomey Zwergrinder.) Der Park ist ganzjährig frei zugänglich.

## Söhne und Töchter der Gemeinde
- Franziska von Hohenheim (1748–1811), zweite Ehefrau von Herzog Carl Eugen von Württemberg
- Emil Haller (1842–1923), württembergischer Oberamtmann
- Rudolf Stadelmann (1902–1949), Historiker, Professor für Neuere Geschichte
- Peter Greil (* 1954), Werkstoffwissenschaftler